# Ibrahim Traoré

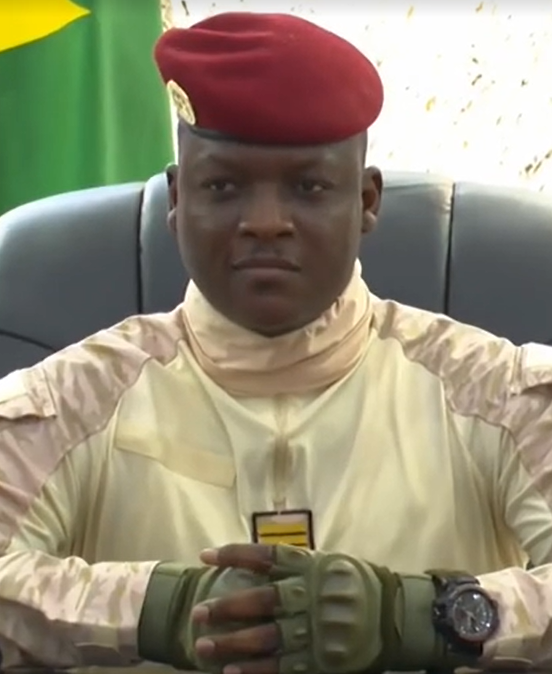
Tổng thống Ibrahim Traoré vào năm 2023

Ibrahim Traoré (sinh năm 1988) là một sĩ quan quân đội người Burkinabe, người từng là lãnh đạo lâm thời của Burkina Faso kể từ tháng 9 năm 2022 sau cuộc đảo chính vào 30 tháng 9 năm 2022 lật đổ tổng thống lâm thời Paul-Henri Sandaogo Damiba. Ông ra mắt chính trường vào ngày 6 tháng 10 năm 2022. Ở tuổi 34, Ibrahim Traoré hiện là Tổng thống đương nhiệm trẻ nhất thế giới.

## Binh nghiệp
Ibrahim Traoré sinh ra ở Bondokuy, tỉnh Mouhoun. Sau khi học tiểu học ở Bondokuy, anh theo học tại một trường trung học ở Bobo-Dioulasso, nơi anh được biết đến là người "trầm lặng" và "rất tài năng". Từ năm 2006, anh học tại Đại học Ouagadougou nơi anh là thành viên của Hiệp hội Sinh viên Hồi giáo. Anh ấy tốt nghiệp đại học với bằng danh dự. Traoré gia nhập Lực lượng vũ trang Burkina Fas vào năm 2009. Anh được cử đến Morocco để huấn luyện phòng không trước khi được chuyển đến một đơn vị bộ binh ở Kaya, một thị trấn ở phía bắc Burkina Faso. 
Sau khi làm Tổng thống sau một cuộc đảo chính, tháng 2 năm 2023, chính phủ Traoré trục xuất lực lượng Pháp hỗ trợ chống lại cuộc nổi dậy địa phương khỏi Burkina Faso. Ngay sau đó, Chính phủ của Traoré bày tỏ sự ủng hộ việc thành lập liên bang với Mali và cả hai đều mời Guinea gia nhập. Cả ba quốc gia đều nằm dưới sự lãnh đạo của quân đội và nếu trở thành một liên minh thì đây sẽ là quốc gia lớn nhất được cai trị dưới quyền của chính quyền quân sự. Vào tháng 4, ông tuyên bố "tổng động viên" dân chúng ủng hộ quân đội khi mà lực lượng nổi dậy tiếp tục gia tăng tần suất tấn công. Trong tháng tiếp theo, Traoré đặt vấn đề về kế hoạch khôi phục nền dân chủ vào năm 2024, ông ta cho rằng không thể tổ chức bầu cử trừ khi quân nổi dậy bị đẩy lùi và tình hình an ninh được cải thiện. Theo Reuters và New York Times, Traoré bị nghi ngờ có liên hệ với tổ chức lính đánh thuê Nga là tập đoàn Wagner do đã bày tỏ quan điểm chống Pháp và quan điểm thân Nga.